# Bokspits
Bokspits is een dorp in het district Kgalagadi in Botswana. De plaats telt 507 inwoners (2011).